# Kai Erik Herlovsen
Kai Erik Herlovsen (* 25. September 1959 in Fredrikstad) ist ein ehemaliger norwegischer Fußballspieler.

## Leben
Herlovsen spielte zunächst von 1980 bis 1982 für Fredrikstad FK. Anschließend wechselte er im Alter von 22 Jahren in die Bundesliga zu Borussia Mönchengladbach, wo er bis 1990 unter Vertrag stand. In dieser Zeit absolvierte der Norweger, der als Innenverteidiger oder im defensiven Mittelfeld eingesetzt wurde, 118 Spiele. Ihm gelangen dabei drei Tore. Zu seinen Karrierehöhepunkten zählt das Erreichen des Finales im DFB-Pokal 1984. Hier unterlag Gladbach dem  FC Bayern München erst im Elfmeterschießen (7:8); Herlovsen verwandelte den ersten Strafstoß der Gladbacher zum zwischenzeitlichen 2:2. Für die Mönchengladbacher bestritt der Norweger 15 UEFA-Pokal-Spiele. Seine Laufbahn als aktiver Spieler beendete er in seiner Heimatstadt Fredrikstad.
In der norwegischen Nationalmannschaft debütierte Herlovsen am 28. April 1982 gegen Finnland. Bis 1988 bestritt er 34 Spiele für sein Land, unter anderem nahm er an den Olympischen Spielen 1984 in Los Angeles teil. Für eine WM- oder EM-Endrunde qualifizierte sich das skandinavische Land in diesem Zeitraum nicht.
Seit 2001 arbeitete Herlovsen bei verschiedenen Vereinen als Fußballtrainer, unter anderem bei Sarpsborg 08 Fotballforening. Herlovsen ist der Vater der norwegischen Fußball-Nationalspielerin Isabell Herlovsen.